# John Giura
John Giura (ur. 11 czerwca 1963) – amerykański zapaśnik w stylu wolnym. Zajął siódme miejsce w mistrzostwach świata w 1989. Trzy medale mistrzostw panamerykańskich, złoto z 1986. Pierwszy w Pucharze Świata w 1990 i 1991. Brąz na mistrzostwach świata juniorów z 1990 roku. Zawodnik University of Wisconsin-Madison.